# 久保田昭人
久保田 昭人（くぼた あきひと、1964年 - ）は、日本の写真家。世界の著名人や庶民などのポートレートやスナップ写真、ファッション、風景などを撮影している。

## プロフィール
- 1964生　日本大学芸術学部卒
- HANAE MORI int THE STUDIO を経てフリー
- 2011 Rinasce Co,ltd在籍

## 展示会
- THE AKIHITO KUBOTA(HANAE MORI)
- promissing20's photograher(PARCO gallery)
- kao no nai EVE(isetan WESTON gallery)
- KOBE fashion festival(KOBE portpia)
- 『写真って』(UP FIELD GALLERY)
- UNESCO EXCHANGE ART of ASIA KUMANO